# Ло Еспехо
Ло Еспехо (шп. Lo Espejo) је општина у Чилеу. По подацима са пописа из 2002. године број становника у месту је био 112.800.

## Демографија
| 2002.   |
| ------- |
| 112,800 |